# Taça de Prata 1985
La Taça de Prata 1985 è stata la settima edizione del Campeonato Brasileiro Série B.

## Prima fase
| Squadra 1          | Totale          | Squadra 2   | Andata | Ritorno |
| ------------------ | --------------- | ----------- | ------ | ------- |
| Moto Club          | 0 - 3           | Tuna Luso   | 0 - 0  | 0 - 3   |
| River              | 1 - 5           | Fortaleza   | 1 - 3  | 0 - 2   |
| América-MG         | 2 - 2 (5-4 dcr) | Vitória-ES  | 2 - 0  | 0 - 2   |
| Treze              | 3 - 1           | América-RN  | 2 - 0  | 1 - 1   |
| América-SP         | 1 - 1 (2-3 dcr) | Goytacaz    | 1 - 0  | 0 - 1   |
| Central-PE         | 1 - 1 (4-2 dcr) | CRB         | 1 - 1  | 0 - 0   |
| Marília            | 4 - 1           | Colorado    | 1 - 1  | 3 - 0   |
| União Rondonópolis | 1 - 3           | Rio Negro   | 1 - 1  | 0 - 2   |
| Confiança          | 0 - 3           | Catuense    | 0 - 2  | 0 - 1   |
| Sobradinho         | 1 - 3           | Americano   | 0 - 0  | 1 - 3   |
| Novo Hamburgo      | 1 - 2           | Figueirense | 0 - 0  | 1 - 2   |
| Operário-MS        | 4 - 1           | Goiânia     | 2 - 0  | 2 - 1   |

## Seconda fase
| Squadra 1   | Totale          | Squadra 2   | Andata | Ritorno |
| ----------- | --------------- | ----------- | ------ | ------- |
| Tuna Luso   | 3 - 1           | Rio Negro   | 1 - 0  | 2 - 1   |
| América-MG  | 1 - 4           | Goytacaz    | 1 - 3  | 0 - 1   |
| Treze       | 3 - 4           | Fortaleza   | 3 - 1  | 0 - 3   |
| Operário-MS | 3 - 0           | Americano   | 3 - 0  | 0 - 0   |
| Marília     | 3 - 6           | Figueirense | 2 - 3  | 1 - 3   |
| Central-PE  | 1 - 1 (3-4 dcr) | Catuense    | 1 - 1  | 0 - 0   |

## Terza fase
| Squadra 1   | Totale | Squadra 2   | Andata | Ritorno |
| ----------- | ------ | ----------- | ------ | ------- |
| Catuense    | 1 - 3  | Goytacaz    | 0 - 0  | 1 - 3   |
| Operário-MS | 2 - 4  | Figueirense | 2 - 1  | 0 - 3   |
| Fortaleza   | 1 - 5  | Tuna Luso   | 0 - 0  | 1 - 5   |

## Fase finale
|  | Pos. | Squadra     | Pt | G | V | N | P | GF | GS | DR |
|  | ---- | ----------- | -- | - | - | - | - | -- | -- | -- |
|  | 1.   | Tuna Luso   | 6  | 4 | 3 | 0 | 1 | 7  | 5  | +2 |
|  | 2.   | Goytacaz    | 3  | 4 | 1 | 1 | 2 | 4  | 4  | 0  |
|  | 3.   | Figueirense | 3  | 4 | 1 | 1 | 2 | 7  | 9  | -2 |

Legenda:

      Vincitore della Taça de Prata 1985 e promosso in Copa Brasil 1986